# 瑞幸咖啡

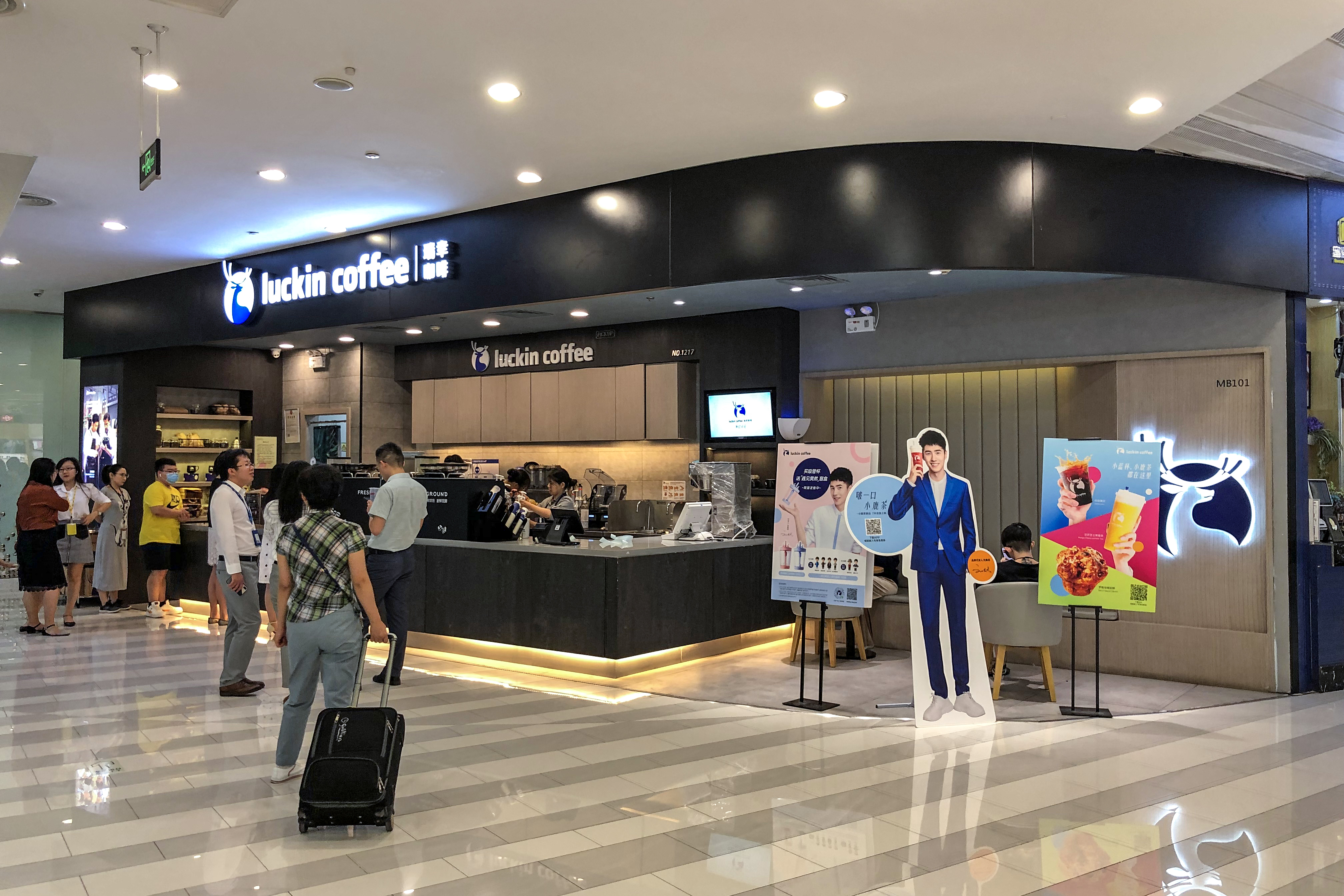
北京新燕莎金街购物广场分店

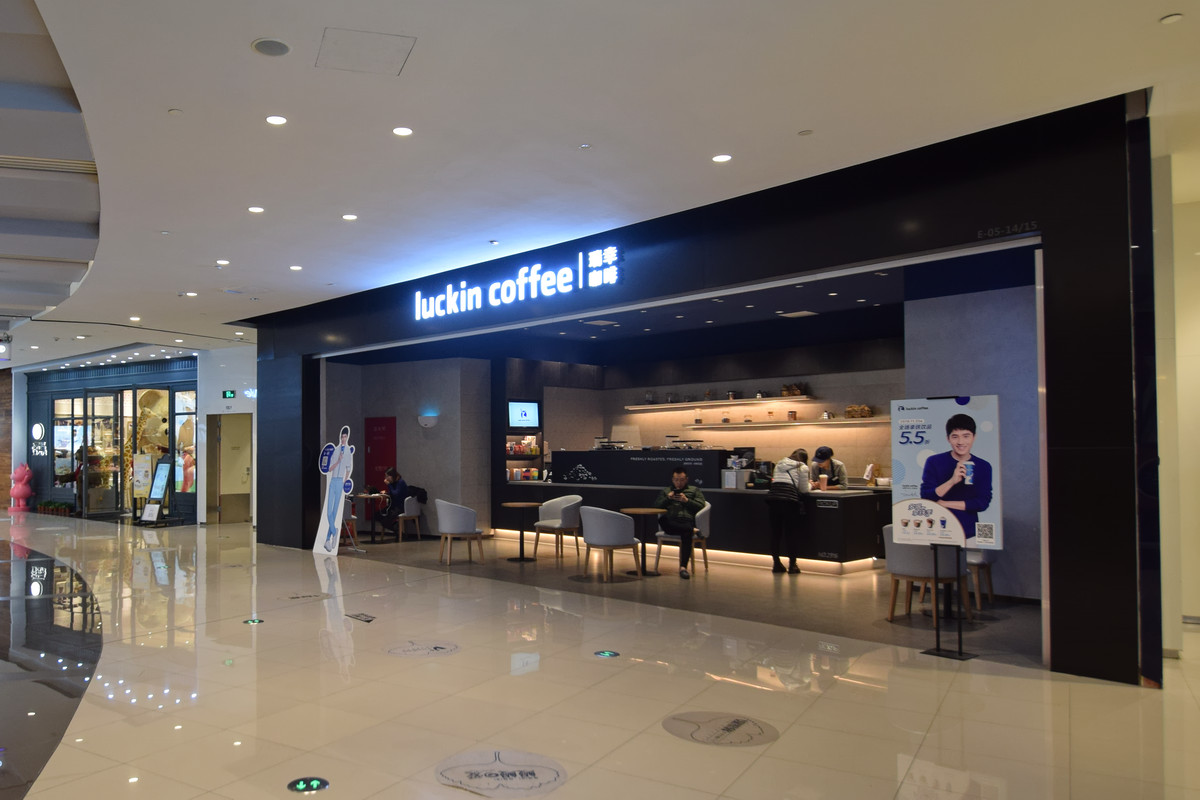
上海长宁来福士广场分店

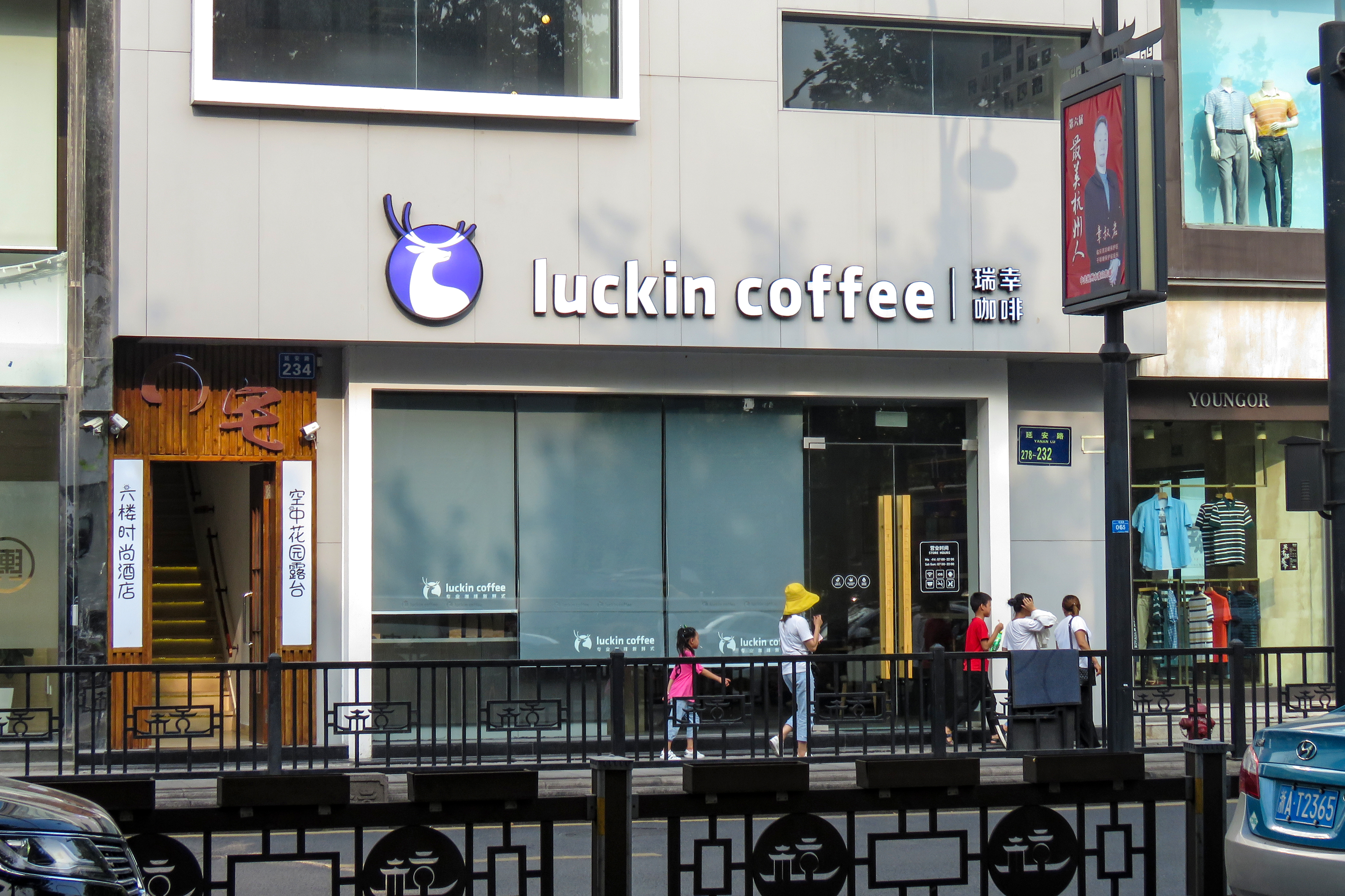
杭州湖滨银泰百货分店

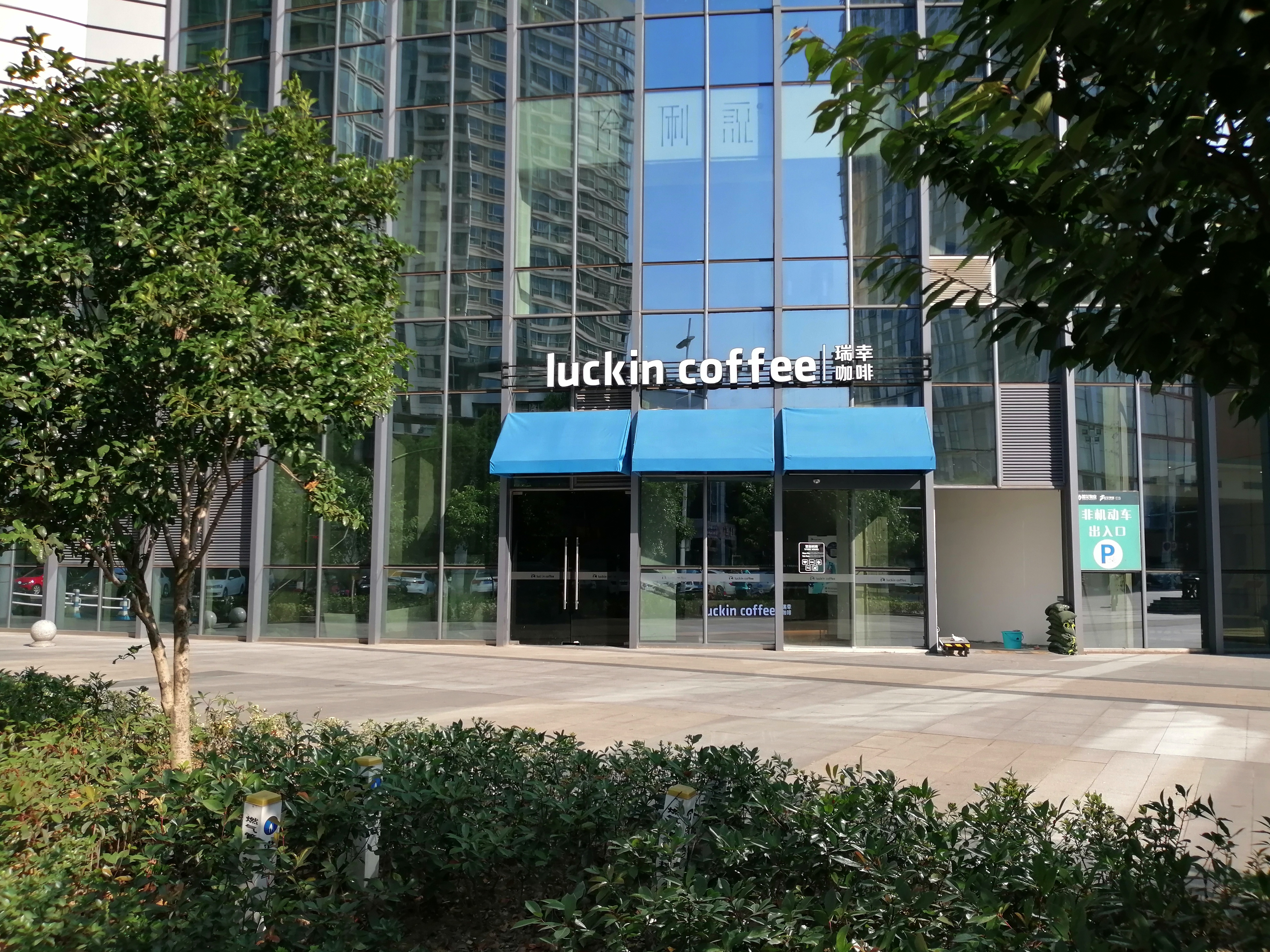
苏州凤凰广场分店

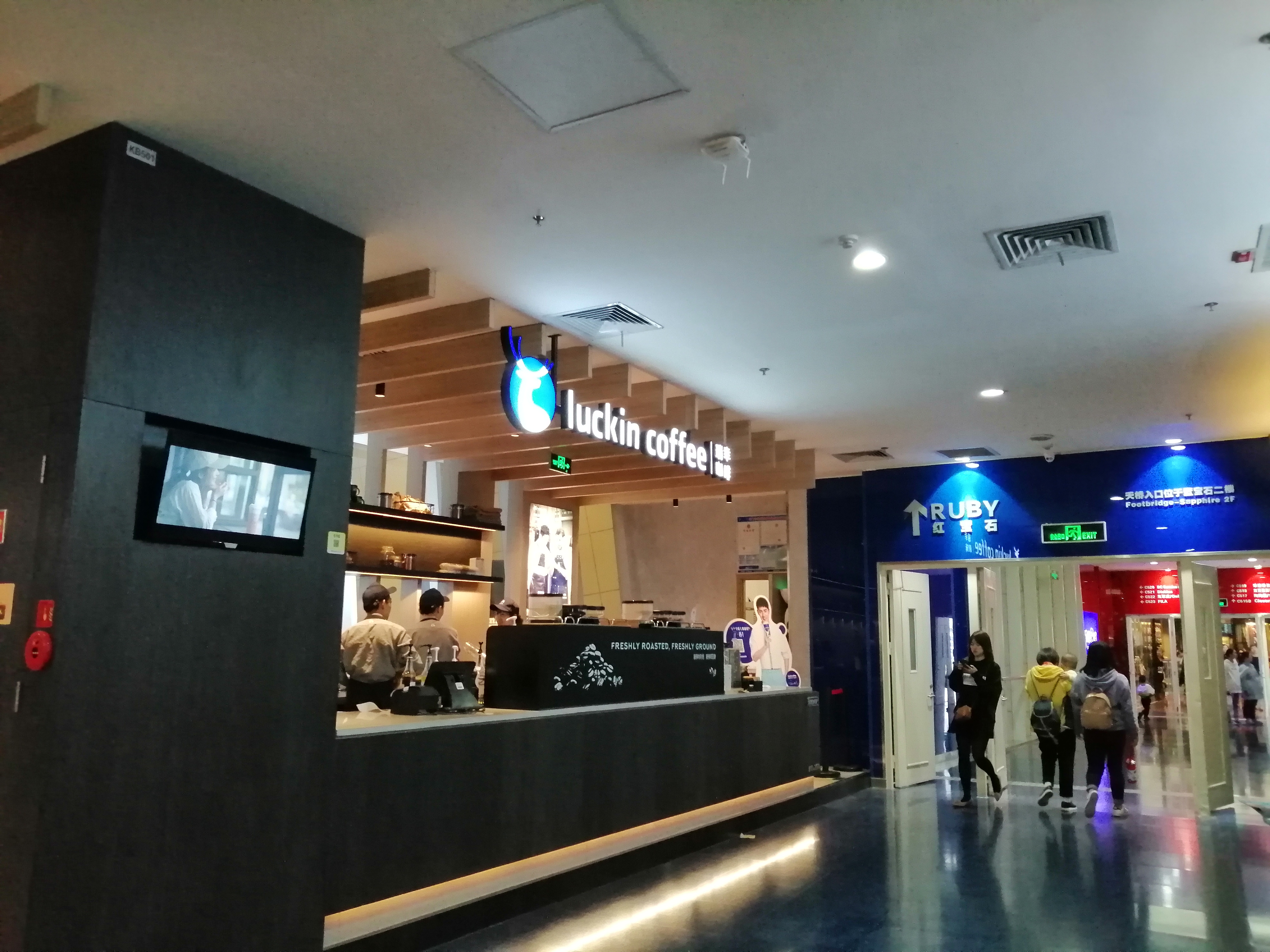
厦门SM新生活广场门店

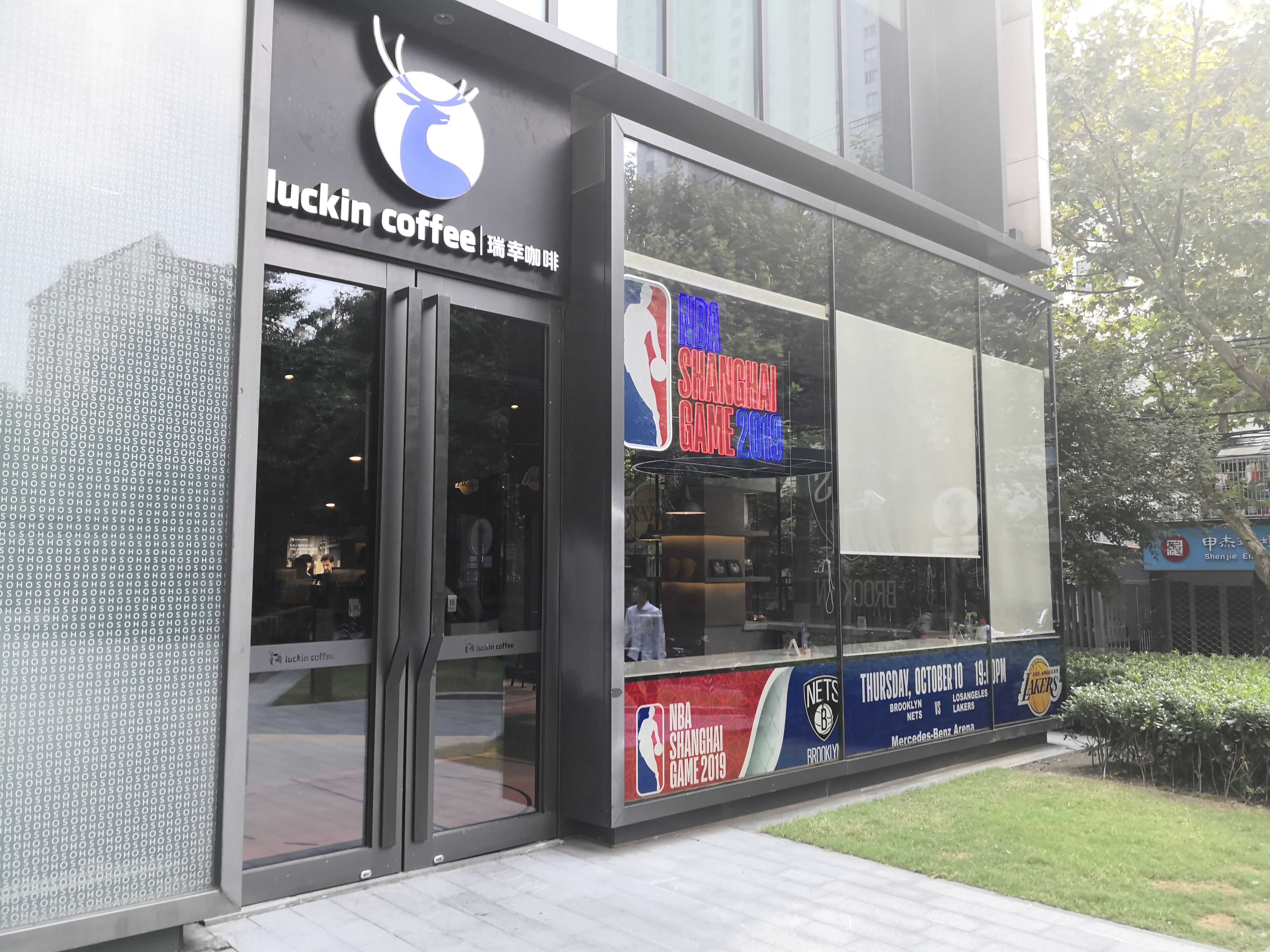
获得NBA授权的上海复兴SOHO分店

瑞幸咖啡（英語：luckin coffee，OTC Pink Limited： LKNCY）是中国的咖啡连锁品牌，由神州租车前钱治亚创立，公司在开曼群岛注册，总部位于福建厦门。
瑞幸咖啡自2018年5月8日正式营业以来，门店数量已超过两万家，成为中国最大的连锁咖啡品牌。其在中国大陆的主要竞争对手为星巴克咖啡、库迪咖啡等。

## 发展历史
2017年10月28日，瑞幸咖啡首家门店在北京银河SOHO试营业，邀请汤唯、张震出任品牌代言人。2018年5月8日，瑞幸咖啡在国家会议中心举行发布会，宣布正式开业，此时门店数量已达到525家。，瑞幸咖啡创办伊始便以高额补贴和社交平台营销而迅速走红，半年订单量已超过300万单，销量超500万杯。2018年7月11日，瑞幸咖啡完成A轮2亿美元融资，投后估值10亿美元。2018年9月，瑞幸咖啡北京故宫店开业，成为唯一入駐故宮的連鎖咖啡品牌。2018年12月，完成2亿美元B轮融资，投后估值22亿美元。总销售杯数达5,000万杯，第2000家分店于上海新世界大丸百货店开张。
2019年4月，瑞幸咖啡提交美国首次公开募股申请，寻求在美股上市。5月17日，瑞幸咖啡正式在美国纳斯达克交易所上市，融资5.61億美元，由创立到上市仅用时一年零七个月，创造了中国企业的最快上市纪录。
2019年7月，瑞幸咖啡正式在全国40个城市近3000家门店上线十多款“小鹿茶”产品，正式进军新式茶饮行业，并邀请演员刘昊然作为新任代言人。2019年9月3日，拆分“小鹿茶”品牌独立运营，并聘请演员肖战担任品牌代言人。截至2019年12月31日，瑞幸咖啡共开设4507家直营门店，成为中国最大的连锁咖啡品牌。
2020年1月，美國渾水研究宣布收到一份長達89頁的做空報告，稱瑞幸咖啡涉欺詐行為。2020年4月，瑞幸咖啡主动承认“财务造假事件”，股價出现暴跌，2020年6月29日，瑞幸咖啡正式停牌，并进行退市备案。2020年7月，瑞幸咖啡宣布重组董事会，由郭谨一接替陆正耀，成为新任董事长和首席执行官。随后，公司开始重整管理架构，针对运营、战略、营销多个层面进行了全方位调整，放弃了初期的高额补贴和激进扩张的策略，关闭经营不善的门店，将重心转向新品研发和用户精细化社群运营。
2021年1月18日，瑞幸咖啡发布新零售合作伙伴招募计划，时隔一年后重新开放加盟。2021年4月21日，瑞幸咖啡推出新品“生椰拿铁”，一经问世便供不应求，成为现象级的明星饮品，据统计，“生椰拿铁”在8个月内为瑞幸咖啡贡献12.6亿元收入，单品销量一年突破1亿杯、两年突破3亿杯，被外界视为瑞幸咖啡“起死回生”的功臣。2021年8月，子品牌“小鹿茶”被整合至瑞幸咖啡内部，原有门店由瑞幸咖啡统一管理。2021年9月，瑞幸咖啡宣布签约自由式滑雪世界冠军谷爱凌为品牌代言人。
2022年1月底，瑞幸咖啡宣布，以大钲资本为首的财团已经完成陆正耀及其管理团队所持有的3.83亿股瑞幸股份的收购。交易完成后，大钲资本成为瑞幸控股股东，持有超过50%投票权。2022年4月11日，瑞幸咖啡宣布公司已经顺利完成债务重组，正式结束作为债务人的破产保护程序，表示“财务造假事件”对瑞幸咖啡的影响告一段落，公司回归正常状态。同日，与椰树集团合作推出联名饮品“椰云拿铁”，首发当天总销量超过66万杯，首周销量破495万杯，总销售额超过8100万，远超去年同期推出的“生椰拿铁”销量。

2023年9月上市的“酱香拿铁”，与贵州茅台合作推出

2023年3月，瑞幸咖啡公布其2022财年收入规模首次突破百亿人民币，全年整体营业利润首次扭亏为盈。3月31日，瑞幸咖啡宣布进军海外市场，於新加坡開設首批海外分店。6月5日，瑞幸咖啡的第10000家门店在厦门中山路开业，成为中国首家门店数量破万的连锁咖啡品牌，同时为应对竞争对手库迪咖啡的价格战，宣布开启“每周9.9元”的优惠活动，并将至少持续两年。2023年9月4日，瑞幸咖啡与贵州茅台合作推出的联名饮品“酱香拿铁”正式上市，因每杯饮品内含有53度茅台酒，成为中国社交网络热门话题，单品首日销量突破542万杯、销售额突破1亿元，再次刷新单品销量纪录。
2024年6月20日，瑞幸咖啡宣布将进军马来西亚市场。
2024年12月28日，瑞幸咖啡正式進軍香港市場，五間分店（分別位於尖沙咀美麗華廣場、將軍澳新都城中心、旺角新之城、沙田中心及上環德輔道中）一同試業。

## 經營
瑞幸咖啡在2018年1月才開始試營運，靠著大量補貼與便利的APP外送商業模式，一夕之間瑞幸咖啡成為中國最知名的咖啡品牌。
瑞幸吸引顧客上門的手法是價格便宜與採用科技。瑞幸重視價格競爭，在微信上打折促銷，且整體上售價比星巴克便宜。

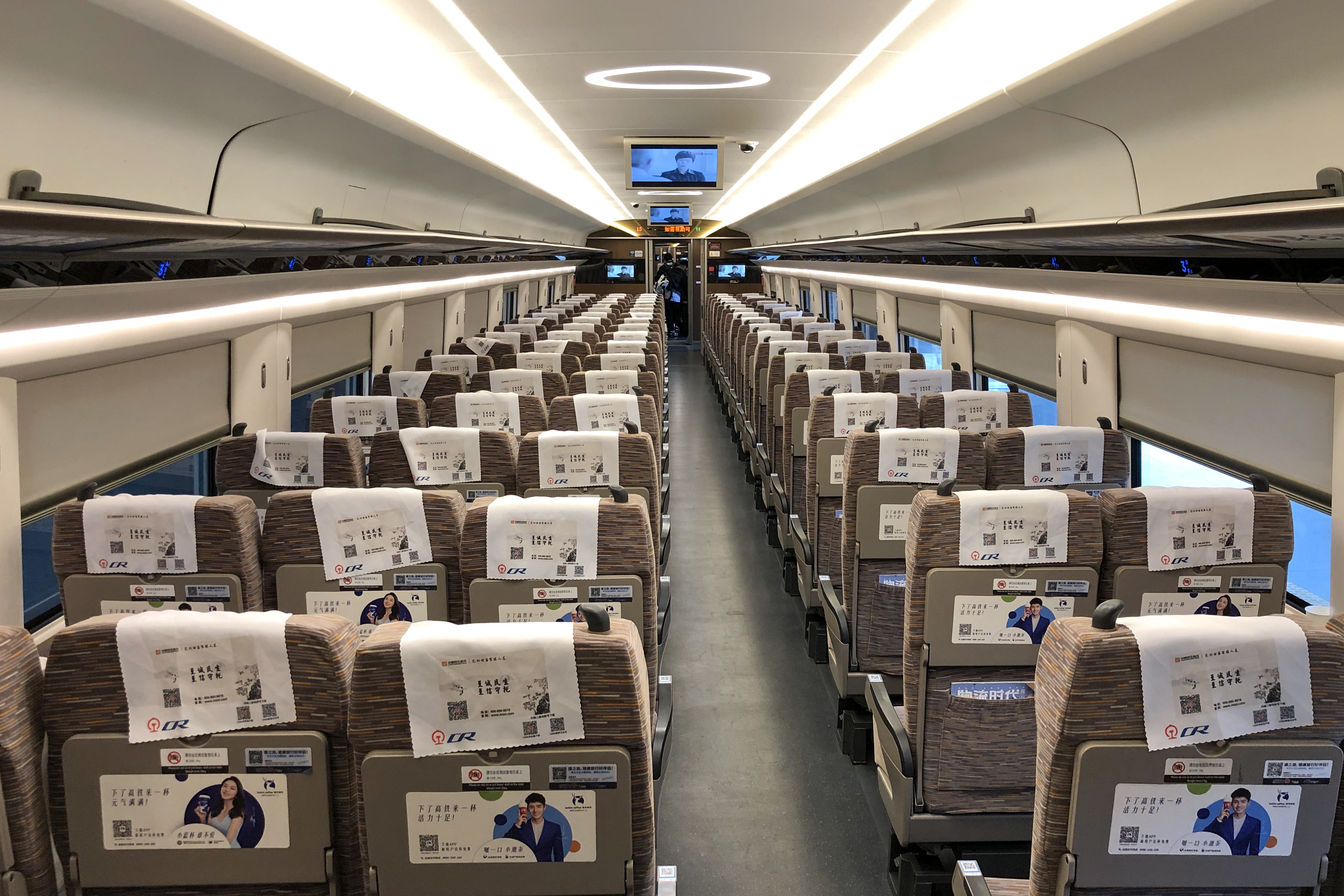
瑞幸咖啡在京沪高速铁路上某列復興號車廂內的廣告

瑞幸咖啡初时採用「新客戶首杯免費再送5折券」的促銷活動，並不時推出折扣或是買一送一的活動優惠。這幾乎半買半相送，為的就是短時間吸引大量的消費者，很多人都是抱著嘗鮮的心態享受免費咖啡，再透過口碑傳出去：「有免費的咖啡可以喝」。瑞幸同时積極投資行銷預算，瞄準辦公室的白領階級以及對外曝光，使消費者在許多知名網路平台都能看到瑞幸咖啡的相關報導，再加上人們口耳相傳有免費咖啡── 短時間內，便宜的瑞幸咖啡風潮席捲了中國的外送咖啡市場。
瑞幸咖啡對外表示回購率超過 50%，這是因為採用「新客戶第一杯免費，並且贈送 5折券」的行銷方式：新客戶拿完免費咖啡，第二次再以半價購買，衝高回購率。

## 应用程序
2025年5月，瑞幸咖啡在官方应用程序和微信小程序正式上线其首个AI智能体，接入DeepSeek及豆包大模型。
瑞幸咖啡仅提供线上点餐渠道，线下需要店员代下单。记者实测发现，店员代客下单既不方便又可能价格更高，同时线上点单还可能收集较多个人信息。

## 事件

### 起诉星巴克
2018年5月，瑞幸咖啡向星巴克中国发出公开信，指责星巴克“涉嫌垄断”，称星巴克“与很多物业签订的合同中存在排他性条款”、“对供应商伙伴频繁施压要求站队”。其后，星巴克回应称“无意参与其他品牌的市场炒作”。5月16日，该案被深圳市中级人民法院正式立案。2019年10月，案件以瑞幸咖啡单方面撤诉告终。

### 財務造假
2020年1月，美国浑水研究宣布收到一份长达89页的做空报告，称瑞幸咖啡是一种欺诈行为：“每家商店每天的商品数量在2019年第三季度至少夸大了69％，在2019年第四季度夸大了88％，并有11,260小时的门店流量影片为证”。负责公司審計的安永華明會計師事務所反舞弊團隊介入，公司三名獨立董事成立特別委員會啟動內部調查，提請董事會注意。
2020年4月2日，瑞幸咖啡披露有關偽造交易的信息的調查進展。調查顯示偽造交易價值大約22億元人民幣。受消息刺激，瑞幸股價於美股開市前暴跌近85%，較開市急挫近8成，並5度觸發熔斷。在提交調查報告當晚，公司已發內部信，提及已將有關當事人停職，並已安排其他管理層接任。而中國大陸的瑞幸咖啡門店也出現优惠券集中挤兑場景，瑞幸咖啡的APP、微信小程序因不堪重負一度全线崩溃。中國證監會于4月3日下午也對此事發表聲明，表示對瑞幸財務造假行為「表示強烈譴責」，將依國際證券監管合作的有關安排，依法對相關情況進行核查。
4月5日，瑞幸咖啡通过新浪微博道歉，涉事高管及员工遭到停职调查。5月12日晚，瑞幸咖啡宣布終止CEO錢治亞和COO劉劍的職位。
5月19日，瑞幸咖啡宣布，称该公司已收到纳斯达克证券市场上市资格工作人员发出的书面通知，称工作人员已决定将瑞幸咖啡股票从纳斯达克市场摘牌；而该公司计划要求纳斯达克听证会小组举行听证会。
6月23日，瑞幸咖啡表示，收到第二封納斯達克摘牌通知，原因为未能提交年度報告；27日瑞幸咖啡宣布，確定於29日起從納斯達克停牌。
7月1日，瑞幸咖啡宣布内部调查基本完成，瑞幸咖啡特别委员会发现，伪造交易始于2019年4月。瑞幸咖啡在2019年的净收入被夸大了大约21.2亿元人民币，成本和费用在2019年被夸大了13.4亿元。
7月31日，中华人民共和国财政部依据《中华人民共和国会计法》完成了对瑞幸咖啡公司境内2家主要运营主体瑞幸咖啡（中国）有限公司和瑞幸咖啡（北京）有限公司成立以来的会计信息品質开展检查。检查发现，自2019年4月起至2019年末，瑞幸咖啡公司通过虚构商品券业务增加交易额22.46亿元（人民币，下同），虚增收入21.19亿元（占对外披露收入51.5亿元的41.16%），虚增成本费用12.11亿元，虚增利润9.08亿元。
9月22日，国家市场监管总局对瑞幸咖啡做出行政处罚，处罚金额共计6100万元。
12月17日，瑞幸咖啡提出与美国证券交易委员会就部分前员工涉嫌财务造假事件的和解协议。瑞幸咖啡同意支付1.8亿美元，以解决美国证券交易委员对其提出的指控。该和解协议仍需等待美国联邦法官的批准。
2021年2月5日，瑞幸咖啡根据美国破产法第十五章，向纽约南区破产法院申请破产保护。2021年9月，针对2019年5月至2020年4月期间投资者因为瑞幸财务造假蒙受损失而发起的集体诉讼，瑞幸咖啡发布公告称，与美国集体诉讼的原告代表签署了1.875亿美元的和解意向书。2022年4月11日，瑞幸咖啡宣布，根据《美国法典》第11篇第15章的规定，公司已经顺利完成债务重组，在债权人的支持下，公司正式结束作为债务人的破产保护程序。瑞幸咖啡称“至此已经全面解决完成历史遗留问题，回归正常公司状态”。

### 内斗风波
2021年1月6日，一份名为《关于罢免郭谨一瑞幸咖啡董事会主席和CEO的请求信》在网上流传，附图显示该联名信于1月3日发出，联名信认为郭瑾一“中饱私囊、贪腐；铲除异己、党同伐异；个人能力不足给公司造成隐患”，落款人包括7位副总裁、5位总监、34位区域经理。随后，郭瑾一发布内部全员信，称举报信是公司前任董事长陆正耀、前CEO钱治亚等组织并主持起草的，回应“自任职以来所作所为问心无愧”。公司副总裁周斌、李军则在微信朋友圈发文反击，称其“在全体员工面前极力狡辩，混淆视听”，并指控公司在郭谨一领导下“正气丧失、士气涣散，出现供应链、门店运营、员工流失等问题，关于郭谨一的贪腐我们掌握了大量证据。”1月7日，瑞幸咖啡官方发布声明，称公司董事会已成立独立委员会，调查部分员工在联名信中对董事长兼CEO郭谨一的指控。2月17日，瑞幸咖啡董事会发布公告，称已结束了对董事长郭谨一的内部调查，“并未发现证据证明郭谨一存在不当行为”，2月18日，郭谨一发布员工内部信称“加快优化整体组织架构”，参与联名信的多位高管职位均被调整。

### 加冰过多争议
2023年7月，江苏南通一名网友发布视频称，在瑞幸咖啡购买的两杯拿铁中，有三分之二都是冰块，引起社会热议，瑞幸咖啡客服则回应指所有饮品严格按照流程制作，冰饮不支持少冰，建议消费者在选择时考虑对应口味无冰饮品；部分饮品支持去冰，可备注“去冰”，冰块多和无“去冰”选项的问题会记录反馈给相关部门。江苏省消费者权益保护委员会以《加冰要有度！瑞幸咖啡还是瑞幸冰杯？》为题发文，呼吁商家要尊重消费者的自主选择权和公平交易权。8月23日，中国消费者协会、中国商业企业管理协会发出倡议，呼吁“饮品加冰需以尊重消费者合法权益为前提”。

### 強迫頻洗手争议
2023年12月11日，据东方网报道，有发帖者表示，由于在瑞幸咖啡门店工作时频繁洗手以及徒手接触消毒水等缘故，工作一段时间后手部皮肤变得粗糙，甚至出现皲裂、褪皮等现象。一些员工為了減少手部傷害會避開监控，甚至有假裝洗手的情况。但據指一些分店的監控堪稱「無死角」，有員工便因為洗手少了1秒而被扣分，輕則扣工资，重則辭退。有前員工稱，由于门店頻繁洗手的规定，導致爛手而離職。2024年1月5日，瑞幸决定自1月8日起，店员的洗手频次从一小时更改为两小时一次。然而其频次仍低于星巴克和麦当劳的要求。

### 与泰国瑞幸的商标纠纷
2020年，泰国皇家50R集团向泰国商务部合法注册瑞幸商标，且均依照泰国法律规则和程序办理，并获准使用该商标经营销售茶和咖啡等饮料的咖啡店业务。
2022年8月9日，瑞幸咖啡在微博发布声明称，从未在泰国开店，强调泰国门店系仿冒门店。同时指出，该店“向左看小鹿”的图形商标和直接使用luckincoffee名称已造成对瑞幸品牌严重伤害，瑞幸相关部门已采用法律手段维权。此后，瑞幸咖啡向泰国中央知识产权和国际贸易法院提出违反事实真相的诉讼，指控50R集团恶意注册商标，对此初级法庭判决被告败诉。但50R集团认为判决不公，向法庭提交反驳。2023年12月1日，50R集团获得胜诉。12月19日，50R集团向法院正式提交诉讼，要求法庭判决瑞幸咖啡赔偿经济损失100亿泰铢，法院对此已立案受理。翌日，瑞幸咖啡在微博就此案回应“情况还有待核实”，并附带一句泰文“ฉันอ่านไม่ออก แต่ฉันตกใจมาก”（我看不懂，但我大受震撼）。
2025年3月10日，据泰国律师事务所披露的消息，瑞幸诉泰国皇家50R集团案胜诉，泰国皇家50R集团被判处向瑞幸支付累计约合1000万元人民币的赔偿。

## 外部連結
- 瑞幸咖啡官网（页面存档备份，存于）
- 瑞幸咖啡的新浪微博